# Keely Cashman
Keely Cashman (* 4. April 1999 in Sonora, Kalifornien) ist eine US-amerikanische Skirennläuferin. Sie startet in allen Disziplinen und hat ihre Stärken in den schnellen Disziplinen Abfahrt und Super-G.

## Biografie
Keely Cashman stammt aus Strawberry, Kalifornien, und startet für das Squaw Valley Ski Team. Sie hat zwei Brüder.
Im November 2015 bestritt Cashman in Copper Mountain ihre ersten beiden FIS-Rennen und gab nur zwei Tage später mit Rang zwölf im Slalom von Jackson ihr erfolgreiches Debüt im Nor-Am Cup. Im darauffolgenden Februar trat sie zu den Olympischen Jugend-Winterspielen in Lillehammer an, verpasste aber die Medaillenränge klar. Ihr bestes Ergebnis in einem Einzelrennen erzielte sie mit Rang zehn im Super-G. In den folgenden Jahren konnte sie sich im Nor-Am Cup in allen Disziplinen stetig verbessern. Viermal nahm sie an Juniorenweltmeisterschaften teil. Im März 2020 gewann sie in der Kombination hinter den beiden Österreicherinnen Magdalena Egger und Lisa Grill die Bronzemedaille. Als Fünfte im Super-G und Achte in der Abfahrt gelangen ihr zwei weitere Spitzenresultate. Nachdem sie im Spätwinter 2019 ihre ersten beiden Rennsiege im Nor-Am Cup gefeiert hatte, konnte sie die Saison 2019/20 als Gesamtsiegerin beenden. Dazu gewann sie die Abfahrtswertung und klassierte sich in sämtlichen Disziplinenwertungen unter den Top vier.
Ihr Weltcup-Debüt gab Keely Cashman am 10. Januar 2017 im Slalom von Flachau. Danach startete sie vereinzelt vor allem in Riesenslaloms und Abfahrten, konnte sich aber nicht in den Punkterängen klassieren. Dies gelang ihr erstmals im Dezember 2020 mit den Rängen 17 und 16 in den beiden Abfahrten von Val-d’Isère. Im anschließenden Super-G erreichte sie als Zehnte erstmals ein Spitzenergebnis.

## Erfolge

### Weltmeisterschaften
- Saalbach-Hinterglemm 2025: 24. Super-G

### Weltcup
- 1 Platzierung unter den besten zehn

### Weltcupwertungen
| Saison  | Gesamt | Gesamt | Abfahrt | Abfahrt | Super-G | Super-G |
| Saison  | Platz  | Punkte | Platz   | Punkte  | Platz   | Punkte  |
| ------- | ------ | ------ | ------- | ------- | ------- | ------- |
| 2020/21 | 70.    | 55     | 32.     | 29      | 35.     | 26      |
| 2021/22 | 108.   | 17     | 47.     | 3       | 47.     | 14      |
| 2022/23 | 112.   | 6      | 44.     | 6       | –       | –       |
| 2023/24 | 104.   | 19     | 37.     | 17      | 56.     | 2       |

### Nor-Am Cup
- Saison 2017/18: 8. Gesamtwertung, 5. Kombinationswertung, 7. Super-G-Wertung
- Saison 2018/19: 3. Gesamtwertung, 2. Abfahrtswertung, 4. Super-G-Wertung, 4. Riesenslalomwertung, 6. Kombinationswertung, 8. Slalomwertung
- Saison 2019/20: 1. Gesamtwertung, 1. Abfahrtswertung, 2. Kombinationswertung, 3. Super-G-Wertung, 3. Riesenslalomwertung, 4. Slalomwertung
- Saison 2021/22: 7. Abfahrtswertung
- 22 Podestplätze, davon 5 Siege:

| Datum             | Ort                       | Land   | Disziplin    |
| ----------------- | ------------------------- | ------ | ------------ |
| 7. Februar 2019   | Snow King Mountain Resort | USA    | Riesenslalom |
| 20. März 2019     | Sugarloaf                 | USA    | Super-G      |
| 11. Dezember 2019 | Lake Louise               | Kanada | Abfahrt      |
| 13. Dezember 2019 | Lake Louise               | Kanada | Super-G      |
| 16. Dezember 2019 | Nakiska                   | Kanada | Kombination  |

### Juniorenweltmeisterschaften
- Åre 2017: 28. Slalom, 31. Riesenslalom
- Davos 2018: 15. Alpine Kombination, 26. Abfahrt, 30. Riesenslalom
- Fassatal 2019: 4. Alpine Kombination, 5. Super-G, 11. Abfahrt, 23. Slalom, 28. Riesenslalom
- Narvik 2020: 3. Alpine Kombination, 5. Super-G, 8. Abfahrt, 14. Riesenslalom

### Weitere Erfolge
- US-amerikanische Meisterin im Riesenslalom 2019
- US-amerikanische Vizemeisterin in Super-G, Riesenslalom und Slalom 2020
- 1 Podestplatz im Europacup
- 7 Siege in FIS-Rennen